# Andrzej Waliszewski
Andrzej Jan Waliszewski (ur. 1955) – polski polityk, menedżer i politolog, w latach 2003–2006 wicewojewoda śląski.

## Życiorys
Pochodzi z Pleszewa, później zamieszkał w Rybniku. Ukończył studia politologiczne na Uniwersytecie Śląskim, potem rozpoczął pisanie doktoratu dotyczącego skutków prywatyzacji przedsiębiorstw użyteczności publicznej. Pracował m.in. w Zakładzie Energetycznym w Kaliszu, Spółdzielni Mieszkaniowej w Pleszewie i Wojewódzkim Przedsiębiorstwie Energetyki Cieplnej w Kaliszu, kierował też radą pracowniczą w Wojewódzkim Przedsiębiorstwie Energetyki Cieplnej w Katowicach. Od 1980 do 2003 pozostawał szefem rybnickiego oddziału Przedsiębiorstwa Energetyki Cieplnej w Jastrzębiu-Zdroju.
W latach 1990–1994 i 1998–2002 był radnym rady miejskiej Rybnika. Zasiadał w zarządzie i radzie rybnickiej dzielnicy Śródmieście, został szefem rady nadzorczej Rybnickiej Strefy Aktywności Gospodarczej. Zaangażował się w działalność polityczną w ramach Unii Pracy, pełnił funkcje rzecznika partii w województwie śląskim i członka krajowego sądu koleżeńskiego. W 2002 bez powodzenia kandydował do sejmiku śląskiego z listy SLD-UP. Od 23 maja 2003 do 27 stycznia 2006 sprawował funkcję wicewojewody śląskiego. W 2005 kandydował do Sejmu jako lider listy Socjaldemokracji Polskiej (w ramach jej porozumienia z UP) w okręgu rybnickim (dostał 1947 głosów). Później objął fotel szefa Przedsiębiorstwa Energetyki Cieplnej w Rybniku.
Żonaty, ma dwie córki.